# Cryptops punicus
Cryptops punicus är en mångfotingart som beskrevs av Filippo Silvestri 1896. Cryptops punicus ingår i släktet Cryptops och familjen Cryptopidae.
Artens utbredningsområde är:
- Algeriet.
- Italien.
- Tunisien.

Inga underarter finns listade i Catalogue of Life.